# ISIS–1
ISIS–1 kanadai ionoszféra kutató műhold.

## Küldetés
Feladata a Föld magnetoszféra vizsgálata, az Alouette–1, Alouette–2 ionoszféra kutató műholdak által mért adatok ellenőrző mérése. A gyakorlatnak megfelelően kettő műholdat építettek, ha az első meghibásodik, akkor két hónapos csúszással a második, a tartalék veszi át a tudományos kutatási szerepet.

## Jellemzői
Gyártotta az RCA Victor Company of Montreal és a Havilland Aircraft Kanada Toronto, üzemeltette a Kanada Védelmi, Kutatási és Fejlesztési Intézet (Defence Research and Development Canada) (DRDC).
Megnevezései: ISIS–1; International Satellite for Ionospheric Studies (ISIS–1); COSPAR: 1969-009A. Kódszáma: 3669.
1969. január 30-án a Vandenberg légitámaszpont indítóállomásról egy Delta (DSV 3E1) hordozórakétával az LC – 2E (LC–Launch Complex) jelű indítóállványról, az Explorer–31 műhold társaságában juttatták Föld körüli, közepes magasságú pályára. Gázfúvókái  segítségével több pályakorrekciót végzett. Az orbitális egység pályája 128,4 perces, 88,5 fokos hajlásszögű, elliptikus pálya perigeuma 574 kilométer, az apogeuma 3522 kilométer volt.
Tengelye körül forgás-stabilizált, orientációra alkalmas űreszköz.  Szferoid alakú, 1,27 méter átmérőjű, 1,07 méter magas hold tömege 241-264 kilogramm volt. Dipólantennái 73 és 18,7 méter hosszúak. Az űreszköz felületét napelemek borították, éjszakai (földárnyék) energia ellátását ezüst-cink akkumulátorok biztosították. Az akkumulátorokat a DRDC vegyi, biológiai- és sugárbiológiai laboratórium (DCBRL) speciális ága, a DRB fejlesztette és készítette, aki felelős volt a műhold hosszú élettartamáért. Műszerei által mért adatokat magnóra rögzítette, majd a szabályozható programja segítségével  vevőállomásokra továbbította. Adatforgalmazó rádiója lehetővé tette, hogy a mért adatokat látható pozícióban közvetlenül sugározza. Az ISIS–1 sokkal bonyolultabb, mint az Alouette–2, programját, műszerezettségét az amerikai és kanadai kormányzati egyetemeken készítették. Felismerték, hogy az ionoszféra feltárásához, a fizikai folyamatok megértéséhez sokkal több mérési területet kell átfogni. Mérési programja mellett (elektronok és ionok – állapota, mennyisége, tömege, energiája, hőmérséklete, eloszlása, mágneses térerősség) kísérleteket (fix frekvencia hangjelzők, forgásstabilizálás és szabályozás, tárolókapacitás, kombinált adatátvitel- adat továbbító program) is végeztek.
A program 1979. október 1-jén megszűnt. A felbocsátott műhold 1984-ben Japán (Radio Research Laboratories) bérlés alapján még működött.

## Külső hivatkozások
- ISIS–1. lib.cas.cz. [2013. október 13-i dátummal az eredetiből archiválva]. (Hozzáférés: 2014. február 18.)
- ISIS–1. astronautix.com. (Hozzáférés: 2014. február 18.)
- ISIS–1. asc-csa.gc.ca. (Hozzáférés: 2014. február 18.)
- ISIS–1. friendsofcrc.ca. (Hozzáférés: 2014. február 18.)
- ISIS–1. .nasa.gov. (Hozzáférés: 2014. február 18.)

| Elődje: Program kezdete | Kanadai űrprogram 1969–1971 | Utódja: ISIS–2 |